# Ivettea
Ivettea is een vliegengeslacht uit de familie van de roofvliegen (Asilidae).

## Soorten
- I. minuscula (Artigas, 1970)